# Jiří Filip
Jiří Filip (* 27. dubna 1951) je bývalý český hokejista, útočník.

## Hokejová kariéra
V lize hrál za TJ SONP/Poldi SONP Kladno a Duklu Trenčín. S Kladnem získal 4× mistrovský titul. V nižších soutěžích hrál i za TJ PS Stadion Liberec a Slavii Praha. Za reprezentační B-tým nastoupil ve 3 utkáních.

## Klubové statistiky
| Sezona    | Klub                  | Soutěž  | Základní část | Základní část | Základní část | Základní část | Základní část |
| Sezona    | Klub                  | Soutěž  | Z             | G             | A             | B             | TM            |
| --------- | --------------------- | ------- | ------------- | ------------- | ------------- | ------------- | ------------- |
| 1972/1973 | TJ SONP Kladno        | 1. liga | 18            | 4             | 2             | 6             | 6             |
| 1973/1974 | TJ PS Stadion Liberec | 2. liga | -             | -             | -             | -             | -             |
| 1974/1975 | TJ SONP Kladno        | 1. liga | 29            | 1             | 5             | 6             | 16            |
| 1975/1976 | TJ SONP Kladno        | 1. liga | -             | -             | -             | -             | -             |
| 1976/1977 | TJ SONP Kladno        | 1. liga | 3             | 0             | 0             | 0             | 0             |
| 1977/1978 | Poldi SONP Kladno     | 1. liga | 3             | 0             | 0             | 0             | 2             |
| 1978/1979 | TJ PS Stadion Liberec | 2. liga | -             | -             | -             | -             | -             |
| 1979/1980 | TJ Slavia IPS Praha   | 2. liga | -             | 19            | -             | -             | -             |
| 1980/1981 | TJ Slavia IPS Praha   | 2. liga | -             | -             | -             | -             | -             |
| 1981/1982 | TJ Slavia IPS Praha   | 2. liga | -             | -             | -             | -             | -             |
| 1982/1983 | TJ Slavia IPS Praha   | 2. liga | -             | -             | -             | -             | -             |
| 1983/1984 | TJ Slavia IPS Praha   | 2. liga | 43            | 21            | 17            | 38            | -             |
| 1984/1985 | Poldi SONP Kladno     | 1. liga | 4             | 1             | 2             | 3             | 2             |
| 1985/1986 | Poldi SONP Kladno     | 1. liga | 7             | 1             | 1             | 2             | 0             |